# Risdam-Zuid
De Risdam is een wijk in de stad Hoorn.
In 1971 werd in Risdam-Zuid begonnen met de bouw van huizen.
De naam Risdam stamt af van de naam Rijsdam, een historische waterloop langs het Keern. Ook het noordelijke deel van het Keern zelf werd vroeger Rijsdam genoemd. Een ander historische element in de wijk wordt gevormd door de Medemblikkertrekvaart, die dwars door de wijk loopt.
In de Risdam ligt een tweetal parken: de Risdammerhout en het wijkpark Risdam-Noord. Het winkelcentrum De Huesmolen ligt eveneens in de wijk. Aan de zuidkant van de wijk ligt op de plaats van het oude bedrijventerrein Van Aalstweg een runshopping centre.
Aan de rand van de wijk bevindt zich het sport- en recreatiepark de Blauwe Berg. Verder vindt men in dit plangebied de halfopen kunstijsbaan De Westfries.
Voorts zijn in dit gebied Vonk Onderwijs ( voorheen Clusius College) en het Westfries Archief gevestigd.
Binnenstad · Grote Waal · Hoorn 80 · Hoorn-Noord · Kersenboogerd-Noord · Kersenboogerd-Zuid · Nieuwe Steen · Risdam-Noord · Risdam-Zuid · Bangert en Oosterpolder · Venenlaankwartier · Westerblokker · Zwaag